# Parkinsonismi
Oltre alla malattia di Parkinson esistono molti quadri clinici che appartengono alla famiglia delle malattie extrapiramidali e che per la loro somiglianza con la suddetta malattia sono detti appunto parkinsonismi.
Il parkinsonismo è una sindrome clinica, che deriva il nome dall'essere appunto la presentazione principale del Parkinson, ed è caratterizzata da tremore (a riposo, e raramente d'azione, se non in comorbilità con tremore essenziale), acatisia (spinta a muoversi, il sintomo extrapiramidale più comune), bradicinesia (movimenti lenti), rigidità, ipotensione ortostatica, bradipsichismo, acinesia o sindrome ipocinetica, discinesia, disordini dell'equilibrio e a volte altri sintomi presenti nel Parkinson, come camptocormia (postura flessa in avanti), camminata con tratto di Gowers o festinatio, ossia piccoli passi accelerati, insonnia o ipersonnia, ipertonia, astenia, mancanza o diminuzione di mimica facciale (amimia, ipoamimia), passo strascicato, disartria e afasia motoria (difficoltà o impossibilità a parlare), oppure bradilalia (parlata lenta), ecc.
Anche se i parkinsonismi condividono alcuni sintomi presenti nella malattia di Parkinson (da cui mutuano il nome), differiscono dal morbo di Parkinson per via che quest'ultima è una malattia neurodegenerativa progressiva. Il parkinsonismo non è quasi mai progressivo, anche se a volte può essere legato a patologie di questo tipo come causa primaria. Le cause di parkinsonismo sono numerose e la diagnosi può essere complessa. La condizione neurodegenerativa della malattia di Parkinson (PD) è la causa più comune di parkinsonismo, tuttavia una vasta gamma di altre eziologie può portare ad una serie simile di sintomi: tossine, alcune malattie metaboliche e altre condizioni neurologiche diverse dal Parkinson.
Circa il 7% delle persone con parkinsonismo hanno sviluppato i loro sintomi dopo il trattamento con particolari farmaci come effetto collaterale: antipsicotici (con accentuazione paradossa di alcuni sintomi psichiatrici) prevalentemente neurolettici tipici (a volte anche antipsicotici atipici in politerapia) soprattutto le fenotiazine (ad esempio perfenazina e clorpromazina), tiotixene (come flupentixolo e zuclopentixolo) e butirrofenoni (aloperidolo o Haldol), piperazine (come ad esempio ziprasidone), e raramente antidepressivi. L'incidenza di parkinsonismo è indotto da farmaci con l'aumentare dell'età. Il parkinsonismo da farmaci può non peggiorare, ossia può non progredire come nel morbo di Parkinson.

## Tipologie di parkinsonismi

### Genetici

#### Monogenici familiari
Rare forme di malattia di Parkinson sono causate da mutazioni di geni singoli e sono quindi detti parkinsonismi monogenici, con trasmissione mendeliana.
La prima forma identificata è legata alla mutazione autosomica dominante del gene della cosiddetta alfa-sinucleina (cr 4q), l'esordio è precoce e decorso più aggressivo.

Tratto di Gowers nella malattia di Parkinson, presente in maniera più rara nel parkinsonismo.

Altra forma monogenica è quella legata alle molte possibili mutazioni del gene della parkina, sul cromosoma 6q. Questa forma ha esordio precoce, ottima risposta alla L-dopa, decorso lento e alcune caratteristiche cliniche particolari (spesso esordisce con distonia, migliora dopo il sonno, i riflessi sono vivaci).
Mutazioni sporadiche del gene parkina possono essere alla base di forme isolate con esordio prima dei trenta anni. Esiste inoltre il parkinsonismo con distonia a esordio rapido, non rispondente alla L-dopa.

#### Malattia di Charcot-Marie-Tooth
Una variante molto rara della malattia di Charcot-Marie-Tooth (CMT), una neuropatia periferica ereditaria, presenta oltre ai danni periferici, anche blefaroptosi per coinvolgimento dei nervi cranici e oculomotori, e danno all'encefalo (solitamente assente nella CMT) con parkinsonismo e deterioramento cognitivo lieve.

### Parkinsonismo vascolare
Molto più importante per la maggiore incidenza è il parkinsonismo vascolare cosiddetto perché basato su lesioni ischemiche a livello dei gangli della base. Per molti anni l'esistenza di questa forma è stata oggetto di controversie ma oggi indagini di RM hanno confermato la genesi vascolare per un certo numero di casi.
Il quadro clinico è dominato da alterazioni della marcia e dell'equilibrio, con marcata prevalenza dei disturbi agli arti inferiori, (lower body parkinsonism). Possono associarsi manifestazioni "pseudobulbari", segni piramidali e note di deterioramento cognitivo. In genere si tratta di soggetti con molteplici fattori di rischio cardiovascolare e lesioni della sostanza bianca periventricolare analoghe alla encefalopatia di Binswanger.

### Demenze primarie associate a sindrome parkinsoniana
La demenza da corpi di Lewy, una forma di demenza simile alla malattia di Alzheimer, e strettamente correlata alla demenza da sindrome parkinsoniana, talvolta alla stessa malattia di Parkinson.
Anche nella malattia di Alzheimer può a volte verificarsi il parkinsonismo.
La degenerazione cortico-basale (una forma di demenza frontotemporale, detta anche demenza pre-senile o demenza non-Alzheimer) si caratterizza sul piano clinico per la presenza di una sindrome parkinsoniana acinetico-ipertonica ad esordio monolaterale asimmetrico, che si manifesta tardivamente come vero parkinsonismo, insensibile alla L-DOPA, e per altre manifestazioni.
Il parkinsonismo è possibile nella fase avanzata di altre demenze frontotemporali (es. malattia di Pick), ma anche nell'atrofia multisistemica, nella malattia di Creutzfeldt-Jakob, nella malattia di Huntington (variante Westphal) e nella paralisi sopranucleare progressiva.
In questi casi si parla spesso di parkinsonismi atipici.

### Parkinsonismi da farmaci

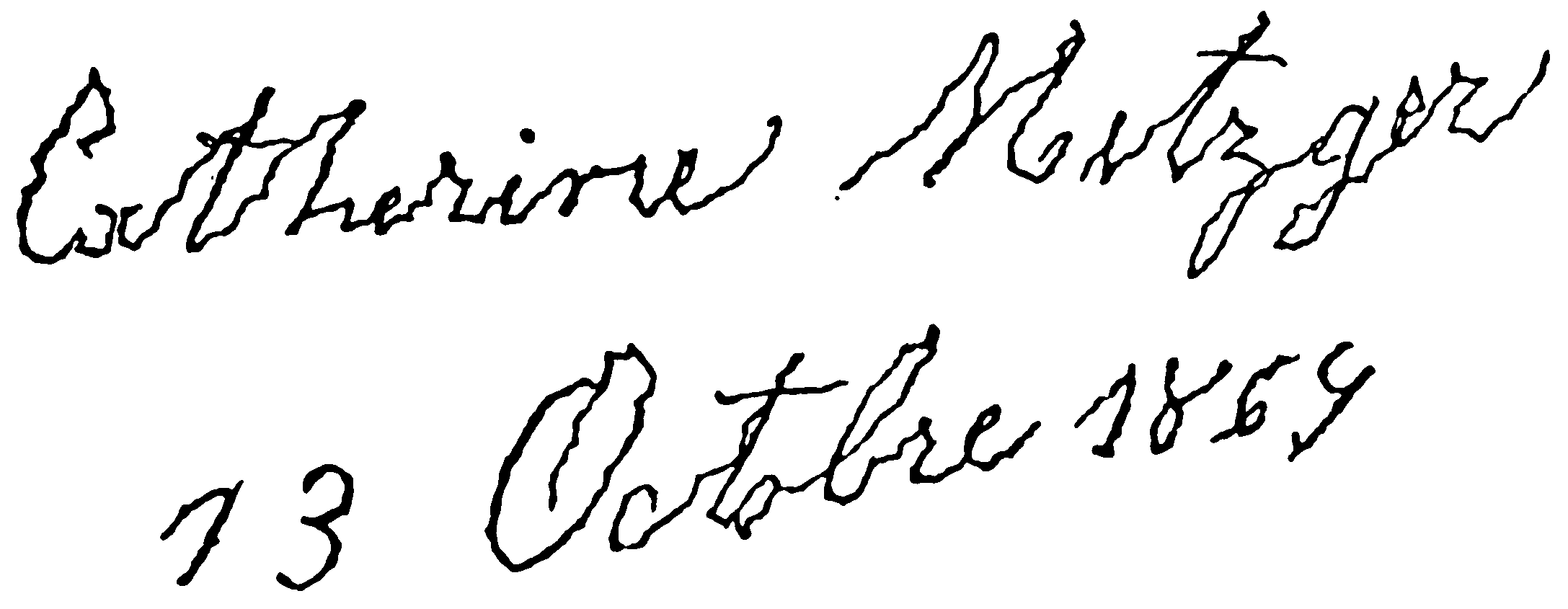
Scrittura di paziente con tremore

Rilevante è poi il grande capitolo dei parkinsonismi da farmaci (o sindrome extrapiramidale iatrogena) che sono stati descritti prima in pazienti psichiatrici trattati con derivati fenotiazionici come la clorpromazina o soggetti in terapia con reserpina per depressione.
Tutti i neurolettici (fenotiazine, benzamidi, butirrofenoni, tioxanteni), utilizzati per le psicosi come schizofrenia e disturbo bipolare grave, possono causare sintomi extrapiramidali perché hanno azione antagonista sulla dopamina, occupando i recettori postsinaptici D2.
Anche alcuni farmaci molto comunemente usati per altre patologie o sintomi possono causare sintomi extrapiramidali (l'antiemetico metoclopramide, flunarizina, cinnarizina, tietilperazina).
È la suscettibilità individuale a determinare se la stessa dose di farmaco causa o meno sintomi in diversi soggetti, l'insorgenza è assai variabile (da settimane ad anni dall'inizio della terapia; più frequente l'esordio precoce in caso di politerapia con anticonvulsivi) e nella maggior parte dei casi regredisce sospendendo o riducendo i farmaci, durando da poche settimane a 1-2 mesi. Nel caso di irreversibilità, si può utilizzare la levodopa, avendo cautela che non scateni sintomi psicotici o maniacali nei pazienti psichiatrici. L'analisi clinica tra i due tipi di pazienti (parkinsonismo con SPECT positiva e quelli con SPECT negativa) non ha evidenziato grandi differenze; la distinzione tra parkinsonismo iatrogeno puro e parkinsonismo degenerativo (malattia di Parkinson vera e propria) latente e attivato dai farmaci, non è esaustiva sulla base dei soli segni clinici.
Il quadro è analogo alla forma idiopatica ma l'esordio è subacuto, perlopiù con sintomi bilaterali, molto frequenti le discinesie bucco-linguali, meno il tremore parkinsoniano classico (a riposo), più frequenti di esso sono la bradicinesia, l'acinesia con contemporanea acatisia (il paziente ha difficoltà a muoversi, tuttavia ne sente il bisogno irrefrenabile, spesso si alza e si siede lentamente ma continuamente), l'ipertono, l'instabilità posturale e la disartria.

### Parkinsonismi da agenti tossici
Importanti, soprattutto dal punto di vista sperimentale, sono i parkinsonismi indotti
da agenti chimici con azione selettiva di danno sui gangli della base, quali il MPTP (1-metil 4-fenil 1,2,3,6-tetraidro-piridina), insetticidi 
come il rotenone, diserbanti quali il paraquat, metalli come il manganese e il piombo ed infine la 6-idrossi-dopamina.

### Parkinsonismo post-encefalitico
Una forma particolarmente grave di parkinsonismo è quella che si sviluppa come sequela dell'encefalite letargica, un'infezione virale ad agente sconosciuto che tra il 1916 ed il 1927 colpì nel mondo quasi cinque milioni di persone. I sintomi parkinsoniani possono apparire a distanza di tempo variabile dall'episodio acuto, da pochi mesi a molti anni, e risultano più profondi di quelli della forma idiopatica, anche se l'evoluzione sembra essere generalmente più lenta. Dall'ultima grande epidemia, preceduta probabilmente da altre, tra cui la cosiddetta nona, non sembra essersi più sviluppati focolai ampi di diffusione, anche se periodicamente vengono segnalati casi singoli.

### Parkinsonismi da idrocefalo
L'idrocefalo normoteso presenta secondo la triade di Adams Hakin: disturbi cognitivi - disturbi sfinterici - disturbi della marcia, quest'ultima caratterizzata: da bradi-acinesia, andatura a piccoli passi, postura eretta instabile con tendenza alla retropulsione.

### Parkinsonismo post-traumatico (dei pugili)
Quadro demenziale associato a sintomatologia extrapiramidale, legato all'accumulo di traumi a livello dell'encefalo. A volte è difficile distinguerlo dalla malattia di Parkinson vera, se non per la demenza più rapida.

### Parkinsonismo da cause incerte (tremore essenziale)
Circa il 20 % delle persone affette da tremore essenziale benigno (cerebellare) può sviluppare un moderato parkinsonismo extrapiramidale. La maggioranza dei pazienti con tremore essenziale ha leggeri disturbi della camminata..

## Trattamento
Consiste nel rimuovere la causa se possibile, altrimenti si possono usare i farmaci utilizzati per la sintomatologia della malattia di Parkinson, con attenzione agli effetti collaterali paradossi come acatisia e discinesia tardiva.
Al 2025 la gestione del dolore cronico, presente nelle fasi iniziali e che progredisce con la malattia in modo variabile, avviene spesso con i comuni antinfiammatori non steroidei e cannabinoidi che non sono di comprovata efficacia per il Parkinson.